# Житлове кредитування
Житлове кредитування — це найпоширеніший спосіб покупки житла.
Іпотека — це довготривалий кредит, який надається позичальнику під заставу його нерухомості.

## Історія
Вперше саме поняття «іпотеки» виникло ще в Давній Греції і було своєрідною гарантією боржника перед своїм кредитором, яка виражалася у вигляді застави його майна. Дещо пізніше в Римській імперії стали створювати спеціальні іпотечні установи, які успішно спеціалізувалися на ведучих кредиту під заставу окремої нерухомості. Вже в II столітті нашої ери стартує формування законодавчої іпотечної бази, договору «іпотечного кредитування» отримують відмінну державну підтримку.
У власному розвитку іпотека пройшла пару стадій. Спочатку вона мала характер простих угод на довірі; вся закладена нерухомість попросту переходила у власність кредитора з правами на його розпорядження. Потім іпотека давала кредитору об'єкт застави лише у тимчасове розпорядження. Класична іпотечна система продовжувала залишати право власності за позичальником, і була своєрідним третім етапом. Дуже велику роль в стародавні часи в розвитку іпотечного кредитування грало пряме державне втручання, істотне ослаблення функцій якого під 3 — 13 століття призвело до повного зникнення всієї іпотечної системи. Знову іпотека з'явилася тільки в середні віки: в Німеччині на початку 14 століття, у Франції в 16 столітті.

## Сервісери
У процесі іпотечного житлового кредитування функції з обслуговування кредитів можуть бути розподілені між Первинним сервісером і Основним сервісером.
Первинний сервісер (англ. Primary Servicer) — організація, що здійснює обслуговування іпотечних кредитів. До функцій первинного сервісера, як правило, відносять:
- збір щомісячних платежів від позичальників,
- передачу зібраних коштів особі, яка володіє правами вимог за кредитами або його представнику,
- підтримання забезпечувальних (escrow) рахунків для податкових і страхових виплат,
- збір прострочених платежів,
- вжиття заходів, спрямованих на обмеження втрат, при необхідності — збудження і проведення процедури звернення стягнення на заставлене майно,
- регулярне надання звітів про свою діяльність та стан кредиту власнику прав по кредиту або його представнику.

Основний сервісер (англ. Master Servicer) — сервісер-організація, що займається наглядом за обслуговуючими первинними сервісерами. До функцій основного сервісера, як правило, відносять:
- відстеження грошових переказів між рахунками основного і первинних сервісера;
- спостереження за підготовкою та наданням первинними сервісерами щомісячних звітів про збори і обслуговування;
- спостереження за збором коштів, діями, спрямованими на звернення стягнення на заставлене майно, і іншими діями первинних сервісерів з нерухомим майном;
- підготовка зведених звітів з обслуговування;
- розподіл коштів між довірчими власниками (трасти) або безпосередньо інвесторами і при необхідності використання права замінити первинного сервісера.